# John Hessin Clarke

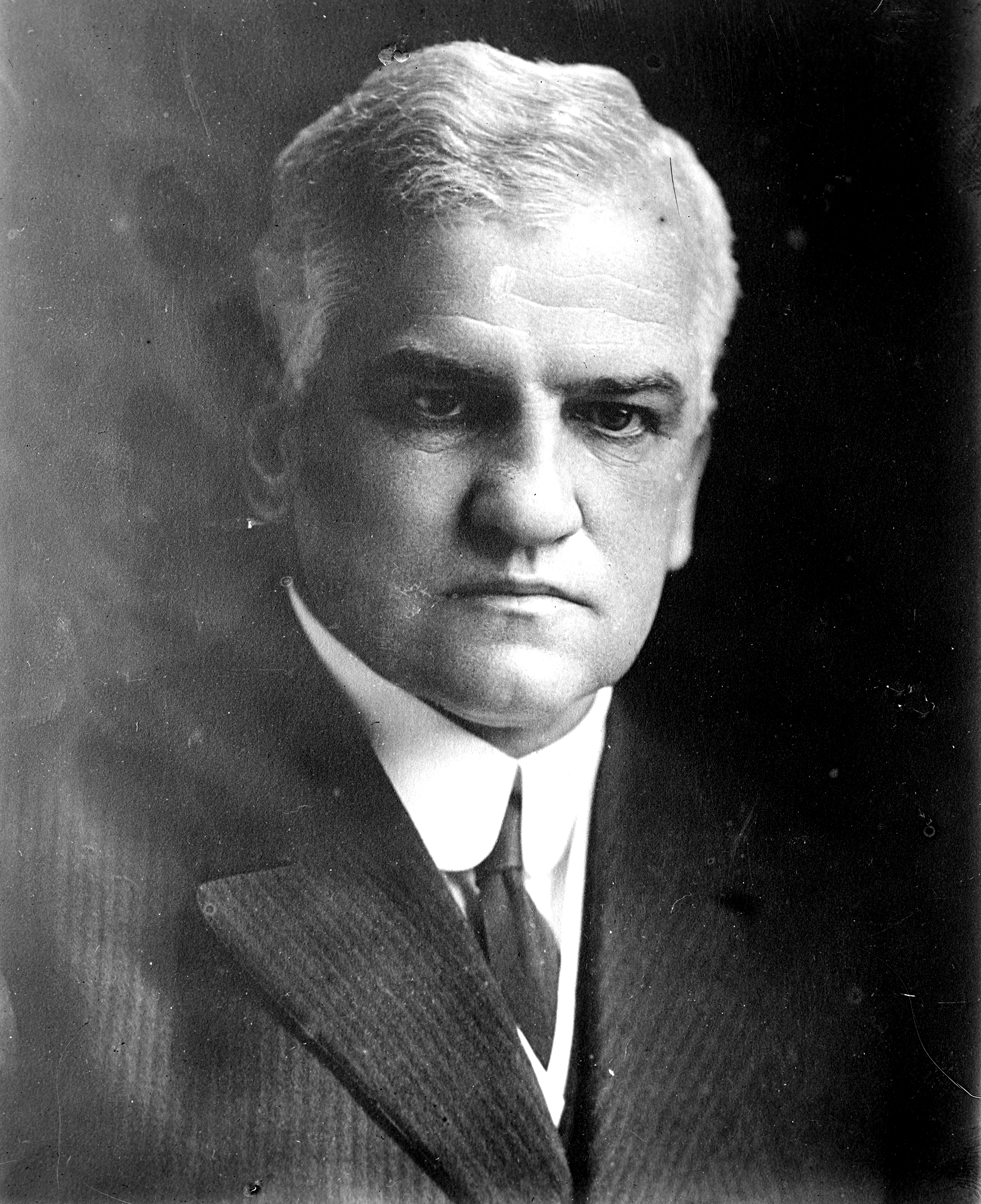
John Hessin Clarke, um 1920

John Hessin Clarke (* 18. September 1857 in New Lisbon, Ohio; † 22. März 1945 in San Diego, Kalifornien) war ein US-amerikanischer Jurist, der zwischen 1916 und 1922 Richter am Obersten Gerichtshof der USA war und sich erfolglos für den Beitritt der USA zum Völkerbund einsetzte. Als Richter am US Supreme Court vertrat er oftmals liberale abweichende Meinungen und trat in einigen bedeutenden Entscheidungen ohne Erfolg für die Rechte von Kindern und deren Arbeitsbedingungen ein.

## Leben

### Studium und Tätigkeit als Rechtsanwalt
Nach dem Besuch der New Lisbon High School studierte Clarke am Western Reserve College und erwarb dort 1877 einen Bachelor of Arts (A.B.). Nach einem in der Anwaltskanzlei seines Vaters absolvierten Studium der Rechtswissenschaften (Reading Law) erhielt er 1878 die anwaltliche Zulassung im Bundesstaat Ohio und war anschließend ebenfalls als Rechtsanwalt in New Lisbon tätig. Ein daneben absolviertes postgraduales Studium am Western Reserve College schloss er 1880 mit einem Master of Arts (A.M.) ab. Während seines Studiums wurde er Mitglied der akademischen Geheimverbindung Delta Kappa Epsilon.
Danach ließ er sich als Anwalt in Youngstown nieder und wurde auch Miteigentümer der dort erscheinenden demokratischen Tageszeitung The Vindicator sowie zwischen 1892 und 1897 Trustee der dortigen öffentlichen Bibliothek. Clarke, der sich in der Demokratischen Partei engagierte verzog 1896 nach Cleveland, wo er Partner der Anwaltskanzlei Williamson and Cushing wurde. Des Weiteren war er zwischen 1903 und 1906 auch Trustee der öffentlichen Bibliothek Clevelands.

### Richter am US District Court und am US Supreme Court
1914 wurde er Richter am US District Court für den nördlichen Bezirk Ohios und behielt dieses Amt bis 1916. 1916 erwarb er außerdem einen Doktor der Rechte (LL.D.) am Western Reserve College.
Am 9. Oktober 1916 wurde Clarke von US-Präsident Woodrow Wilson zum Beigeordneten Richter am Obersten Gerichtshof der USA berufen und damit Nachfolger von Charles Evans Hughes, der zurückgetreten war, um gegen Wilson bei der US-Präsidentschaftswahl am 7. November 1916 als Kandidat der Republikanischen Partei anzutreten. Das Amt des Associate Justice übte Clarke bis zu seinem Rücktritt am 18. September 1922 aus und wurde danach von dem früheren US-Senator für Utah, George Sutherland, abgelöst.
Während seiner fast sechsjährigen Zugehörigkeit zum Obersten Gerichts wirkte Clarke an folgenden wichtigen Entscheidungen mit:
- In dem Verfahren Hammer v. Dagenhart (1918) entschied das Gericht mit einer knappen 5 zu 4 -Mehrheit, dass der US-Kongress nach der Handelsklausel (Commerce Clause) der US-Verfassung sowie dem Keating–Owen Act von 1916 kein Recht zur Regulierung von Arbeitsbedingungen hätte, die nur die Wirtschaft in einem Bundesstaat betreffen, und der Keating–Owen Act insoweit verfassungswidrig sei. Dabei ging es um die Arbeitsbedingungen von Kindern in einer Baumwollmühle in Charlotte in North Carolina und die Regulierung im Keating–Owen Act bezüglich der Vermarktung von Produkten, die von Kindern unter 14 Jahren hergestellt wurden. Clarke schloss sich dabei der von Oliver Wendell Holmes, Jr. verfassten Minderheitsmeinung an. Die Meinung des Gerichts wurde erst durch die Entscheidung im Verfahren United States v. Darby Lumber Co. (1941) revidiert, wonach der US-Kongress aufgrund der Handelsklausel auch Arbeitsbedingungen regulieren könne.
- In dem Verfahren Abrams v. United States (1919) hatte sich das Gericht mit dem Espionage Act of 1917 zu befassen und dessen Einschränkungen bezüglich der Meinungsfreiheit. Das Gericht kam in seiner von Clarke verfassten und mit 7 zu 2 Richterstimmen angenommenen Urteilsbegründung zu dem Schluss, dass dieses Gesetz nicht gegen den 1. Zusatzartikel zur US-Verfassung verstoße und die Kritik der Kläger am Kriegseintritt der USA in den Ersten Weltkrieg am 6. April 1917 nicht durch diesen Zusatzartikel gerechtfertigt sei, da diese einen Streik in der Rüstungsindustrie und einen gewaltsamen Sturz der US-Regierung beabsichtigten.
- In dem Verfahren Bailey v. Drexel Furniture Co. (1922) ging es abermals um die Arbeitsbedingungen von Kindern. Clarke vertrat als einziger Richter eine abweichende Meinung zu der Entscheidung des US Supreme Court, wonach das Child Labor Tax Law von 1919 gegen die Steuererhebungs- und Ausgabenklausel (Taxing and Spending Clause) der US-Verfassung verstoße, weil der US-Kongress durch die darin festgelegten Steuern Arbeitgeber ungerechtfertigt an der Beschäftigung von Kindern einschränke. Die Entscheidung wurde 1953 durch das Urteil im Verfahren United States v. Kahriger überholt.

Nach seinem Ausscheiden aus dem Supreme Court setzte er sich erfolglos für einen Beitritt der USA zum Völkerbund ein. Da der US-Senat die Ratifizierung des Versailler Vertrages ablehnte, waren die Vereinigten Staaten nie Mitglied des Völkerbundes. Dies geschah, da sich der Senat in seiner Autorität von Woodrow Wilson übergangen fühlte, der die Ratifizierung der Satzung des Völkerbundes eigenmächtig und ohne vorherige Rücksprache mit dem Senat vorantrieb.
Clarke, der zuletzt an Gehörlosigkeit sowie den Folgen des Herzinfarkts litt und im El Cortez Apartment Hotel in San Diego lebte, wurde nach seinem Tod auf dem Lisbon Cemetery in seiner Geburtsstadt beigesetzt.

## Hintergrundliteratur
- Hoyt Landon Warner: The Life of Mr. Justice Clarke: A Testament to the Power of Liberal Dissent in America. Western Reserve University Press, 1959.